# Spheniscus muizoni
Spheniscus muizoni es una especie de pingüino fósil extinto, hallada en la localidad de Cerro La Bruja, Departamento de Ica, Formación Pisco, Perú y que corresponde al registro más antiguo del género  Spheniscus, de edad Mioceno medio (Serravalliano, de 13 a 11 Millones de años de antigüedad). De tamaño similar a las especies actuales del género como Spheniscus magallanicus y Spheniscus demersus y a la especie extinta Spheniscus chilensis, es considerablemente más pequeño que las especies previamente descritas para niveles más jóvenes de la misma Formación: Spheniscus megaramphus y Spheniscus urbinai.
El holotipo (MNHN PPI 147) fue colectado por el paleontólogo francés Christian de Muizon, en honor a quien se nombró la especie, se encuentra depositado en el Museo de Historia Natural de París, Francia.